# 農林水産副大臣
農林水産副大臣（のうりんすいさんふくだいじん、英語: State Minister of Agriculture, Forestry and Fisheries）は、日本の農林水産省を担当する副大臣。

## 概要
中央省庁等改革基本法に基づく中央省庁再編にともない、2001年1月6日に設置された。同日付で第2次森改造内閣（中央省庁再編後）が発足し、衆議院議員の松岡利勝と参議院議員の田中直紀が任命された。
農林水産大臣からの命を受け、政策や企画の立案、政務の処理などを担当する。国家行政組織法に基づき、定数は2名で運用されている。
ただ、常に2名同時に任命するわけではない。第1次小泉内閣では、衆議院議員の遠藤武彦と参議院議員の田中直紀が任命された。しかし、2001年9月21日に田中のみ退任し、後任に参議院議員の野間赳が就任した。また、第2次小泉改造内閣では、衆議院議員の岩永峯一と参議院議員の常田享詳が任命された。しかし、2005年8月11日に岩永のみ退任し、後任は置かれなかった。また、第3次安倍第2次改造内閣では、衆議院議員の齋藤健と参議院議員の礒崎陽輔が任命された。しかし、2017年8月3日に内閣改造に伴い齋藤のみ退任し、同月7日に参議院議員の谷合正明が任命されるまで1名空席とされた。
農林水産副大臣としての在任日数が最も多いのは、筒井信隆である。筒井は菅直人第1次改造内閣にて農林水産副大臣に任命され、それ以来、菅直人第2次改造内閣、野田内閣、野田第1次改造内閣の計4内閣にて農林水産副大臣を務めた。

## 歴代副大臣
| 農林水産副大臣 | 農林水産副大臣              | 農林水産副大臣 | 農林水産副大臣 | 農林水産副大臣 | 農林水産副大臣 | 農林水産副大臣 | 農林水産副大臣 | 農林水産副大臣 | 農林水産副大臣 | 農林水産副大臣 |
| 内閣           | 内閣                        | 氏名           | 就任日         | 退任日         | 党派           | 氏名           | 就任日         | 退任日         | 党派           | 備考           |
| -------------- | --------------------------- | -------------- | -------------- | -------------- | -------------- | -------------- | -------------- | -------------- | -------------- | -------------- |
| 第2次森内閣    | 改造内閣 （中央省庁再編後） | 松岡利勝       | 2001年1月6日   | 2001年4月26日  | 自由民主党     | 田中直紀       | 2001年1月6日   | 2001年4月26日  | 自由民主党     |                |
| 第1次小泉内閣  | 第1次小泉内閣               | 遠藤武彦       | 2001年5月1日   | 2002年9月30日  | 自由民主党     | 田中直紀       | 2001年5月1日   | 2001年9月21日  | 自由民主党     |                |
| 第1次小泉内閣  | 第1次小泉内閣               | 遠藤武彦       | 2001年5月1日   | 2002年9月30日  | 自由民主党     | 野間赳         | 2001年9月21日  | 2002年9月30日  | 自由民主党     | ※1             |
|                | 第1次改造内閣               | 北村直人       | 2002年10月2日  | 2003年9月22日  | 自由民主党     | 太田豊秋       | 2002年10月2日  | 2003年9月22日  | 自由民主党     |                |
|                | 第2次改造内閣               | 栗原博久       | 2003年9月25日  | 2003年11月19日 | 自由民主党     | 市川一朗       | 2003年9月25日  | 2003年11月19日 | 自由民主党     |                |
| 第2次小泉内閣  | 第2次小泉内閣               | 金田英行       | 2003年11月20日 | 2004年 9月27日 | 自由民主党     | 市川一朗       | 2003年11月20日 | 2004年9月27日  | 自由民主党     |                |
|                | 改造内閣                    | 岩永峯一       | 2004年9月29日  | 2005年8月11日  | 自由民主党     | 常田享詳       | 2004年9月29日  | 2005年9月21日  | 自由民主党     | ※2             |
| 第3次小泉内閣  | 第3次小泉内閣               | 宮腰光寛       | 2005年9月22日  | 2005年10月31日 | 自由民主党     | 常田享詳       | 2005年9月22日  | 2005年10月31日 | 自由民主党     |                |
|                | 改造内閣                    | 宮腰光寛       | 2005年11月2日  | 2006年9月26日  | 自由民主党     | 三浦一水       | 2005年11月2日  | 2006年9月26日  | 自由民主党     |                |
| 第1次安倍内閣  | 第1次安倍内閣               | 山本拓         | 2006年9月27日  | 2007年8月27日  | 自由民主党     | 国井正幸       | 2006年9月27日  | 2007年8月27日  | 自由民主党     |                |
|                | 改造内閣                    | 今村雅弘       | 2007年8月29日  | 2007年9月26日  | 自由民主党     | 岩永浩美       | 2007年8月29日  | 2007年9月26日  | 自由民主党     |                |
| 福田康夫内閣   | 福田康夫内閣                | 今村雅弘       | 2007年9月27日  | 2008年8月2日   | 自由民主党     | 岩永浩美       | 2007年9月27日  | 2008年8月2日   | 自由民主党     |                |
|                | 改造内閣                    | 近藤基彦       | 2008年8月5日   | 2008年9月24日  | 自由民主党     | 石田祝稔       | 2008年8月5日   | 2008年9月24日  | 公明党         |                |
| 麻生内閣       | 麻生内閣                    | 近藤基彦       | 2008年9月29日  | 2009年9月16日  | 自由民主党     | 石田祝稔       | 2008年9月29日  | 2009年9月16日  | 公明党         |                |
| 鳩山由紀夫内閣 | 鳩山由紀夫内閣              | 山田正彦       | 2009年9月18日  | 2010年6月8日   | 民主党         | 郡司彰         | 2009年9月18日  | 2010年6月8日   | 民主党         |                |
| 菅直人内閣     | 菅直人内閣                  | 篠原孝         | 2010年6月9日   | 2010年9月17日  | 民主党         | 郡司彰         | 2010年6月9日   | 2010年9月17日  | 民主党         |                |
|                | 第1次改造内閣               | 篠原孝         | 2010年9月21日  | 2011年1月14日  | 民主党         | 筒井信隆       | 2010年9月21日  | 2011年1月14日  | 民主党         |                |
|                | 第2次改造内閣               | 篠原孝         | 2011年1月18日  | 2011年9月2日   | 民主党         | 筒井信隆       | 2011年1月18日  | 2011年9月2日   | 民主党         |                |
| 野田内閣       | 野田内閣                    | 岩本司         | 2011年9月5日   | 2012年1月13日  | 民主党         | 筒井信隆       | 2011年9月5日   | 2012年1月13日  | 民主党         |                |
|                | 第1次改造内閣               | 岩本司         | 2012年1月13日  | 2012年6月4日   | 民主党         | 筒井信隆       | 2012年1月13日  | 2012年6月4日   | 民主党         |                |
|                | 第2次改造内閣               | 岩本司         | 2012年6月4日   | 2012年10月1日  | 民主党         | 佐々木隆博     | 2012年6月4日   | 2012年10月1日  | 民主党         |                |
|                | 第3次改造内閣               | 吉田公一       | 2012年10月2日  | 2012年12月26日 | 民主党         | 佐々木隆博     | 2012年10月2日  | 2012年12月26日 | 民主党         |                |
| 第2次安倍内閣  | 第2次安倍内閣               | 江藤拓         | 2012年12月27日 | 2014年9月3日   | 自由民主党     | 加治屋義人     | 2012年12月27日 | 2013年9月30日  | 自由民主党     |                |
| 第2次安倍内閣  | 第2次安倍内閣               | 江藤拓         | 2012年12月27日 | 2014年9月3日   | 自由民主党     | 吉川貴盛       | 2013年9月30日  | 2014年9月3日   | 自由民主党     | ※3             |
|                | 改造内閣                    | 阿部俊子       | 2014年9月4日   | 2014年12月24日 | 自由民主党     | 小泉昭男       | 2014年9月4日   | 2014年12月24日 | 自由民主党     |                |
| 第3次安倍内閣  | 第3次安倍内閣               | 阿部俊子       | 2014年12月25日 | 2015年10月8日  | 自由民主党     | 小泉昭男       | 2014年12月25日 | 2015年10月8日  | 自由民主党     |                |
|                | 第1次改造内閣               | 伊東良孝       | 2015年10月9日  | 2016年8月5日   | 自由民主党     | 齋藤健         | 2015年10月9日  | 2016年8月5日   | 自由民主党     |                |
|                | 第2次改造内閣               | 齋藤健         | 2016年8月5日   | 2017年8月3日   | 自由民主党     | 礒崎陽輔       | 2016年8月5日   | 2017年8月7日   | 自由民主党     | ※4             |
|                | 第3次改造内閣               | 礒崎陽輔       | 2017年8月7日   | 2017年11月2日  | 自由民主党     | 谷合正明       | 2017年8月7日   | 2017年11月2日  | 公明党         |                |
| 第4次安倍内閣  | 第4次安倍内閣               | 礒崎陽輔       | 2017年11月2日  | 2018年10月4日  | 自由民主党     | 谷合正明       | 2017年11月2日  | 2018年10月4日  | 公明党         |                |
|                | 改造内閣                    | 小里泰弘       | 2018年10月4日  | 2019年9月13日  | 自由民主党     | 高鳥修一       | 2018年10月4日  | 2019年9月13日  | 自由民主党     |                |
|                | 再改造内閣                  | 伊東良孝       | 2019年9月13日  | 2020年9月18日  | 自由民主党     | 加藤寛治       | 2019年9月13日  | 2020年9月18日  | 自由民主党     |                |
| 菅義偉内閣     | 菅義偉内閣                  | 葉梨康弘       | 2020年9月18日  | 2021年10月6日  | 自由民主党     | 宮内秀樹       | 2020年9月18日  | 2021年10月6日  | 自由民主党     |                |
| 第1次岸田内閣  | 第1次岸田内閣               | 武部新         | 2021年10月6日  | 2021年11月11日 | 自由民主党     | 中村裕之       | 2021年10月6日  | 2021年11月11日 | 自由民主党     |                |
| 第2次岸田内閣  | 第2次岸田内閣               | 武部新         | 2021年11月11日 | 2022年8月12日  | 自由民主党     | 中村裕之       | 2021年11月11日 | 2022年8月12日  | 自由民主党     |                |
|                | 第1次改造内閣               | 勝俣孝明       | 2022年8月12日  | 2023年9月15日  | 自由民主党     | 野中厚         | 2022年8月12日  | 2023年9月15日  | 自由民主党     |                |
| 第2次改造内閣  | 鈴木憲和                    | 2023年9月15日  | 2024年10月3日  | 武村展英       | 自由民主党     | 2023年9月15日  | 2024年10月3日  |                | 自由民主党     |                |
| 第1次石破内閣  | 第1次石破内閣               | 2024年10月3日  | 2024年11月13日 | 武村展英       | 自由民主党     | 2024年10月3日  | 2024年11月13日 |                | 自由民主党     |                |
| 第2次石破内閣  | 第2次石破内閣               | 笹川博義       | 2024年11月13日 | 現職           |                | 滝波宏文       | 2024年11月13日 | 現職           |                |                |

- 副大臣は同一の職に複数名を任命することがあるため、通常は代数の表記は行わない。そのため、本表では代数の欄は設けない。
- 党派の欄は、就任時の所属政党を記載した。
- ※1：田中直紀のみ退任し、後任に野間赳が就任。
- ※2：岩永峯一のみ退任し、後任置かれず。
- ※3：加治屋義人のみ退任し、後任に吉川貴盛が就任。
- ※4：齋藤健のみ退任。